# Салют (НПП)
НПП «Салют» АО (полное наименование — Акционерное общество «Научно-производственное предприятие «Салют») — советская и российская компания, выпускает корабельные радары. Штаб-квартира компании расположена в Москве. Предприятие входит в концерн «Моринформсистема-Агат».

## История
«Салют» начал выпуск первых в СССР корабельных радаров в Великую Отечественную войну
Самостоятельная разработка началась в 1950-е годы со станций дальнего обнаружения для надводных кораблей («Кактус», «Киль», MP-500 «Кливер»). 1960-е годы были отмечены разработкой и производством первой в СССР станции с электронным управлением лучом (по углу места — трёхкоординатной станцией МР-600 «Восход». В 1970-е годы были разработаны новаторские многодиапазонные РЛС — двухканальная «Фрегат» и трёхканальная «Флаг», применённые на крейсерах, больших противолодочных кораблях и эсминцах.
В конце XX — начале XXI века работы велись над помехозащищёнными вариантами «Фрегата», системой обнаружения и целеуказания «Пойма» и станцией дальнего обнаружения «Подберёзовик», общий выпуск составил более 1500 станций, в том числе на экспорт в Индию и Китай.
С 2022 года из-за вторжения России на Украину, предприятие находится под санкциями всех стран Евросоюза, США, Канады, Японии и ряда других стран.

## Руководство завода
- С 1942 по 1945 — Владимирский Сергей Михайлович  (1908 — †1989)
- С 1946 по 1949 — Иванов Сергей Михайлович
- С 1949 по 1959 — Сомхиян Рубен Григорьевич (1902 — †1959)
- С 1959 по 1962 — Черкасов Григорий Фёдорович
- С 1962 по 1969 — Дуганов Иван Иванович
- С 1970 по 1976 — Панченко Марат Фёдорович
- С 1976 по 2002 — Олеванов Виктор Павлович (1928 — †2019)
- С 2004 по 2010 — Панин, Виктор Александрович (1945 — †2010)
- С 2010 по 2018 — Бекишев, Анатолий Тимофеевич (1952 — †2018)
- С 2018 по 2022 — Смоляков Анатолий Андреевич (род. 1951)
- С 2022 года — Чабанов Евгений Васильевич

## Продукция
Радиолокационные станции настоящего времени:
| Название РЛС       | Дальность зоны обзора | Дальность обнаружения                      | Вес антенны | Размер антенны | Потребляемая мощность |
| ------------------ | --------------------- | ------------------------------------------ | ----------- | -------------- | --------------------- |
| «Фрегат-МАЭ-4к»    | 150 км                | 58 км (истребитель) 17 км (ракета)         | 0,45 тонны  | 1,8 х 1,5 м    | 30 кВт                |
| «Фрегат-МАЭ»       | 150 км                | 125-130 км (истребитель) 27-30 км (ракета) | 2,9 тонны   | -              | 30 кВт                |
| «Фрегат-МАЭ-1»     | 300 км                | 125 км (истребитель) 27 км (ракета)        | 3,1 тонны   | -              | 30 кВт                |
| «Фрегат-МАЭ-2»     | 300 км                | 200 км (истребитель) 48 км (ракета)        | 4,56 тонн   | -              | 60 кВт                |
| «Фрегат-МАЭ-3»     | 300 км                | 180 км (истребитель) 38 км (ракета)        | 2,5 тонн    | -              | 45 кВт                |
| «Фрегат-М2ЭМ»      | 300 км                | 230 км (истребитель) 50 км (ракета)        | 2,5 тонн    | -              | 90 кВт                |
| «Подберёзовик-ЭТ1» | 500 км                | 300 км (истребитель) 55 км (ракета)        | 4,7 тонны   | 7,22 х 6,25 м  | 45 кВт                |
| «Подберёзовик-ЭТ2» | 500 км                | 240 км (истребитель) 45 км (ракета)        | 2,9 тонны   | 7,22 х 3,0 м   | 45 кВт                |